# Lophocampa caryae
Lophocampa caryae är en fjärilsart som beskrevs av Harris 1841. Lophocampa caryae ingår i släktet Lophocampa och familjen björnspinnare. Inga underarter finns listade i Catalogue of Life.

## Bildgalleri

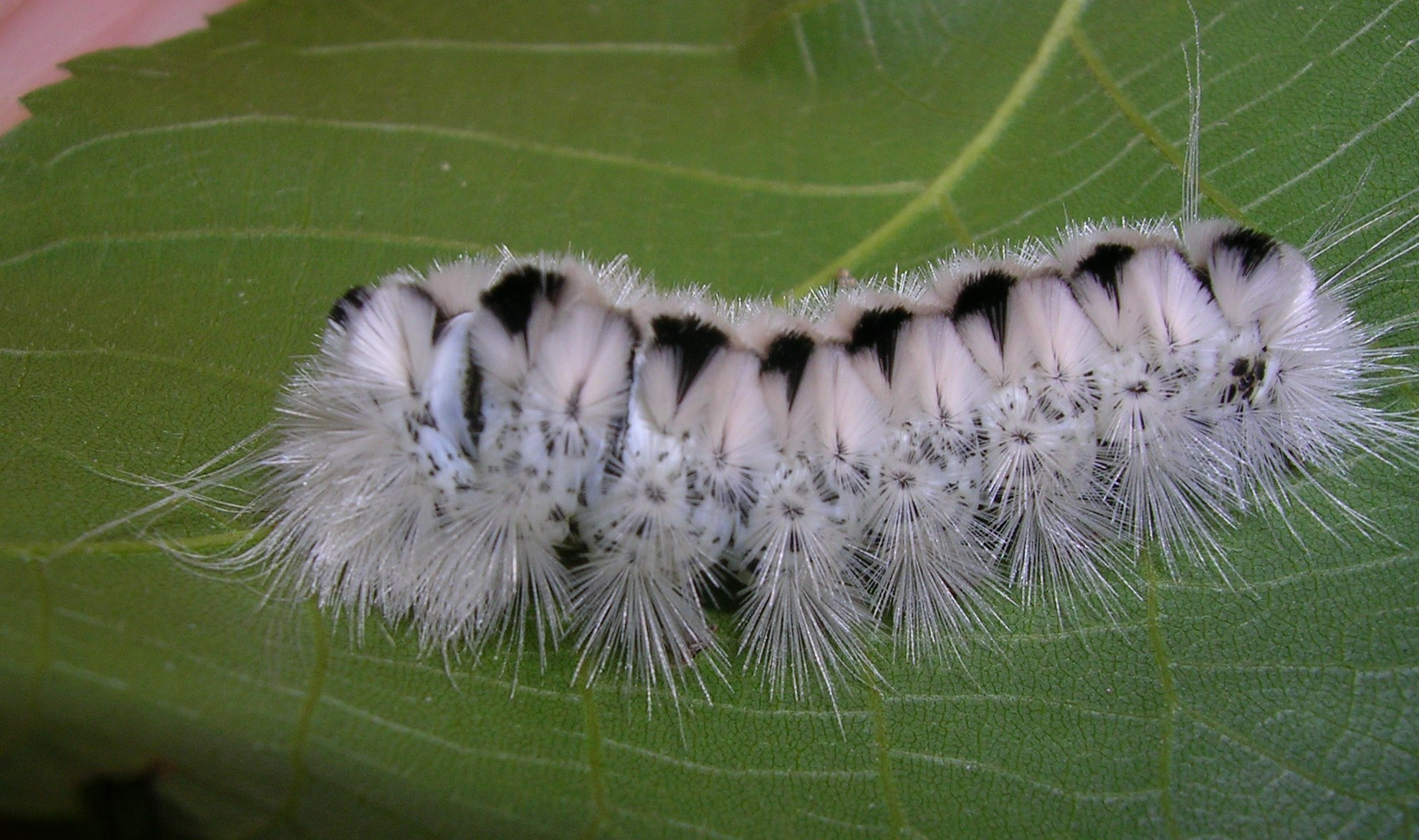